# Forests baixes del nord-oest del Congo
Els boscos de terres baixes congoleses del nord-oest són una ecoregió a la conca del riu Congo i una de les cinc ecoregions de les selves tropicals congoleses. L'àrea cobreix el Camerun, el Gabon, el República Democràtica del Congo i la República Centreafricana. La majoria del terreny té una altitud de 300 a 800 metres sobre el nivell del mar. Conté grans boscos contigus de terres baixes.

## Fauna
L'ecoregió té una alta biodiversitat amb un alt contingut endèmic. Conté les concentracions més grans de goril·les de les planes altes occidentals i elefants africans de bosc. Altres espècies clau a la zona són els ximpanzés, sitatunga, bongos, búfals de bosc, hiloquers, porcs senglars de riu i diversos duiquers.

## Protecció
La WWF considera la zona com a vulnerable. L'explotació forestal, l'agricultura i la caça de carn de bestiar silvestre representen les amenaces més importants per als hàbitats i la supervivència de les espècies a l'ecoregió. Entre els parcs nacionals importants de l'ecoregió destaquen Lobeké al Camerun, Nouabalé-Ndoki i Odzala-Kokoua a la R.D. del Congo i Dzanga-Ndoki a la República Centreafricana.